# Blur (игра)
Blur (рус. букв. — «Размытие») — видеоигра в жанре аркадных автогонок, которую создала студия Bizarre Creations и выпустила компания Activision Blizzard в мае 2010 года для консолей PlayStation 3 и Xbox 360 и для PC-совместимых компьютеров под управлением Windows, а также на телефоны с поддержкой J2ME и BREW. Видеоигра представляет собой гоночную игру, в которой присутствуют реальные автомобили и места действия, с управлением аркадного типа и сражениями между автомобилями. В России Blur была издана компанией «1С-СофтКлаб»: на ПК игра была выпущена полностью на русском языке, версии же для консолей переводу не подверглись. На ПК Blur также распространялась в сервисе цифровой дистрибуции Steam, но позже была оттуда удалена из-за истечения срока действия лицензии на автомобили.
В 2013 году вышел спинофф под названием Blur Overdrive для смартфонов, изданный Marmalade Play, а разработанный App Crowd.

## Игровой процесс

Скриншот из игры

Blur — это игра на прохождение, где сюжет обыгрывается через получение электронных писем, которые посылаются из множества вымышленных социальных сетей, названия многих из которых являются отсылками к известным интернет-сервисам (например, Inner Tube является отсылкой к YouTube). В игре можно обнаружить множество лицензированных машин — от Dodge Viper и BMW до Ford Transit — каждая из которых обладает полной разрушаемостью и уровнем защиты в виде шкалы, являющейся показателем «здоровья» автомобиля. Есть также несколько изменённые версии известных городских местностей, такие как Лос-Анджелесский речной канал и несколько частей Лондона.
Blur предлагает стандартный на первый взгляд набор развлечений — участвовать в гонках на модных спорт-карах, мастерски выполнять трюки, прыгать с высоченных трамплинов и разбивать машины в хлам. Главное развлечение же связано с тем, что по ходу гонки вам придется в прямом смысле сражаться с соперниками — набирая по ходу заезда заряды, вы можете атаковать машину оппонента, сбив его тем самым с дороги или вообще взорвав его авто. Энергию также можно тратить на ускорение или, скажем, увеличение защиты от потенциальных атак. Присутствует мультиплеер — в онлайне на одном треке смогут встретиться одновременно 20 игроков, в то время как split-screen позволит четырем гонщикам сразиться за звание «самого быстрого». Выступать можно как в одиночном разряде, так и в командном. Интересный момент — сотрудники Bizarre Creations обещают, что игроки смогут создавать свои собственные режимы онлайновой игры, отталкиваясь от своих предпочтений и вкусов.
Играя в режиме «Карьера», по мере прохождения вы встретите 9 боссов: Шеннон, Хана, Стихоплёта, Селезня, Наталью, Когтя, Аюми и Харуми, Мясника, и Таинственного Врага (о котором будет известно в конце игры). Примечательно, что в поединке с каждым боссом вы должны использовать его же автомобиль, в то время как в обучающем ролике о поединке с боссом показано, что игрок управляет другой машиной.

## Оценки и мнения
| Сводный рейтинг    | Сводный рейтинг                        |
| Агрегатор          | Оценка                                 |
| ------------------ | -------------------------------------- |
| GameRankings       | X360: 83,06 % ПК: 82,21 % PS3: 81,31 % |
| Metacritic         | 82 %                                   |
| Иноязычные издания |                                        |
| Издание            | Оценка                                 |
| 1UP.com            | B+                                     |
| Edge               | 8/10                                   |
| Eurogamer          | 8/10                                   |
| Game Informer      | 8,5/10                                 |
| GameSpot           | 8/10                                   |
| GameTrailers       | 8,7/10                                 |
| IGN                | 7/10                                   |
| NTSC-uk            | 9/10                                   |

Игра получила положительные отзывы. Metacritic дал 82/100 версии Xbox 360 и 81/100 версиям PlayStation 3 и ПК.